# جيرالد فورد
جيرالد رودولف فورد الابن (بالإنجليزية: Gerald Rudolph Ford Jr) (واسمه عند الولادة ليزلي لينش كينغ الابن؛ 14 يوليو 1913 – 26 ديسمبر 2006) هو سياسي أمريكي شغل منصب الرئيس الثامن والثلاثين للولايات المتحدة من عام 1974 إلى 1977 في أعقاب استقالة ريتشارد نيكسون. وقبل ذلك شغل منصب النائب الأربعين لرئيس للولايات المتحدة، وذلك لمدة ثماني أشهر بعد استقالة سبيرو أغنيو. وكان أوَّل شخص يعين في منصب نائب الرئيس بموجب أحكام التعديل الدستوري الخامس والعشرين، ومن ثمَّ الشخص الوحيد حتى الآن الذي شغل منصب نائب الرئيس والرئيس دون أن ينتخب لمنصب تنفيذي. وقبل تعيينه في منصب نائب الرئيس، خدم فورد لمدة 25 عاماً كنائب في الكونغرس عن المنطقة الخامسة في ولاية ميشيغان، وكان في تسعة منها زعيم الأقلية في مجلس النواب.
وبصفته رئيساً، وقَّع فورد على اتفاقية هلسنكي، ما مثَّل خطوةً نحو الانفراج في الحرب الباردة. وقامت فيتنام الشمالية بغزو جارتها الجنوبية بعد تسعة أشهر من رئاسته، فانتهى تدخل الولايات المتحدة في فيتنام. وعلى الصعيد المحلي، شهد فورد أسوأ أزمة اقتصادية في العقود الأربعة منذ زمن الكساد الكبير، مع تزايد التضخُّم والركود خلال فترة ولايته. ومن أكثر قراراته إثارة للجدل هو منح الرئيس ريتشارد نيكسون عفواً رئاسياً عن دوره في فضيحة ووترغيت. اتسمت السياسة الخارجية خلال رئاسة فورد من الناحية الإجرائية بتصاعد سلطات الكونغرس وقابله الحد من صلاحيات الرئيس. ترشَّح فورد لانتخابات الرئاسة عام 1976، وهزم حاكم كاليفورنيا السابق رونالد ريغان لينال ترشيح الحزب الجمهوري، إلا أنَّه خسر الانتخابات الرئاسية بفارق ضئيل أمام منافسه الديمقراطي وحاكم جورجيا السابق جيمي كارتر، ليكون فورد أوَّل رئيس ينجح في تولِّي المنصب بعد أزمة فراغ في منتصف المدة منذ عهد تشيستر آرثر الذي لم يتمَّ انتخابه.
ظلَّ فورد نشطاً في الحزب الجمهوري بعد سنوات من تركه المنصب. وتوفِّي في منزله في 26 ديسمبر 2006 بعد أن عانى من مشاكل صحية. عاش فورد أطول من أيِّ رئيس أميركي آخر – 93 سنة و 165 يوما (قبل أن يتجاوزه جورج بوش الأب في 25 نوفمبر 2017) – في حين كانت فترة رئاسته البالغة 895 يوماً أقصر من فترات جميع الرؤساء الذين لم يموتوا في المنصب.

## حياته

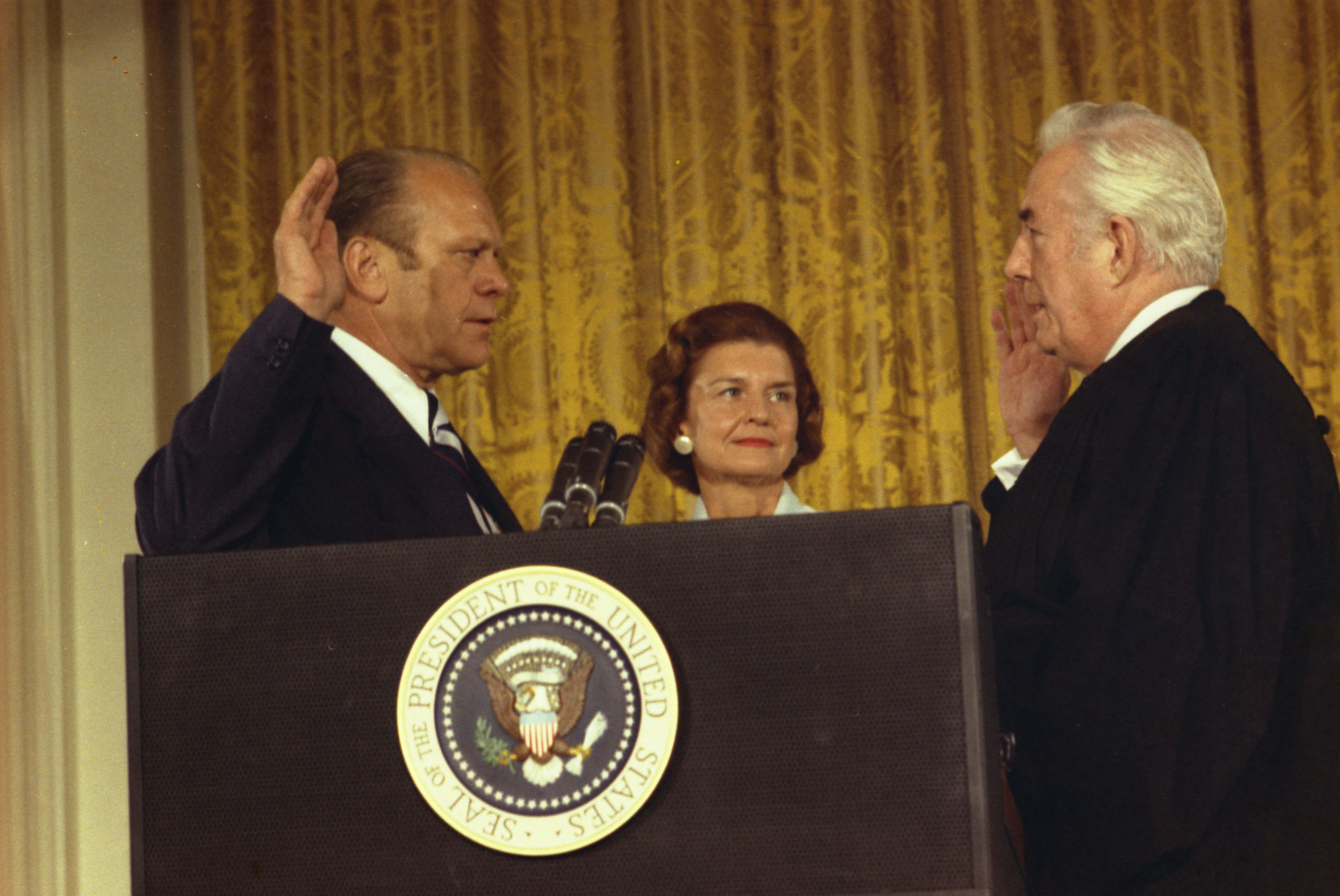
تنصيب جيرالد فورد رئيسًا من قبل رئيس المحكمة العليا وارين إيرل برغر، مع وجود زوجته بيتي

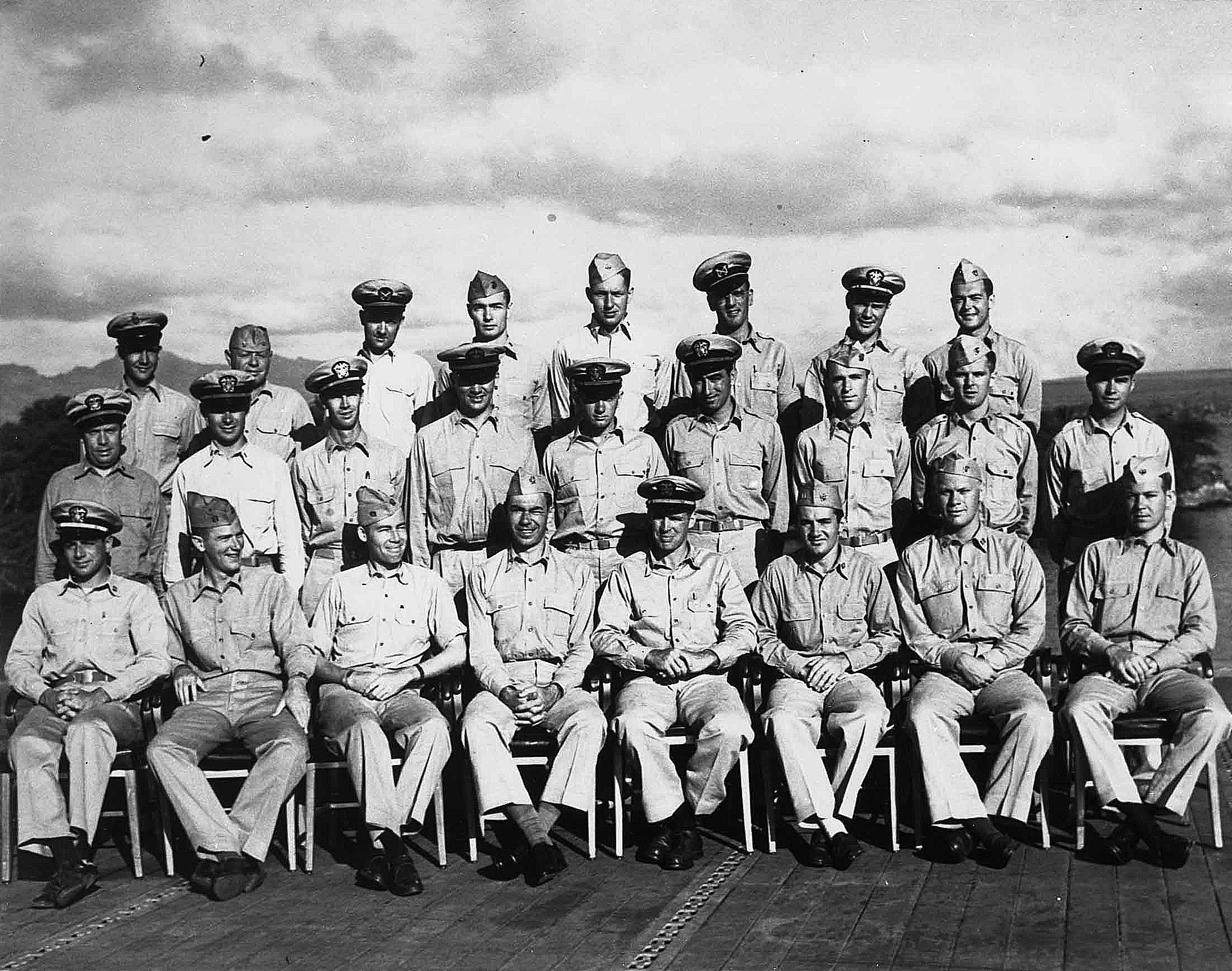
فورد (الثاني من اليمين في الصف الأمامي) أثناء خدمته كضابط، 1943

تخرج من جامعتي متشغان ويال. وعمل في المحاماة. انتخب نائباً في مجلس النواب عن ولاية ميشيغان. عينه الرئيس نيكسون نائباً له خلفاً لسبيرو أجنو. تولى منصب رئيس الولايات المتحدة الأميركية إثر استقالة الرئيس ريتشارد نيكسون بسبب فضيحة ووتر غيت العام 1974، هو أول شخص يتولى منصب نائب الرئيس ثم الرئيس من دون ترشيح وانتخاب. واستخدم صلاحياته الفيدرالية ليمنح عفوا عن كل الجرائم التي ارتكبها نيكسون في عهده. واتخذ موقفاً محافظاً اتجاه الشئون الداخلية فيما أوكل الشؤون الخارجية لهنري كسنجر. خاض معركة الرئاسة ضد جيمي كارتر من الحزب الديموقراطي الذي فاز عليه في الانتخابات التي جرت في نوفمبر 1976 بفارق 2 في المئة من الأصوات، وقد كانت مدة رئاسته من 9 أغسطس 1974 إلى 20 يناير 1977. وزوجته هي إليزابيث بلومر وارن.
ولد جيرالد فورد في أوماها، نبراسكا، ونشأ في غراند رابيدز، ميتشغان. التحق فورد بجامعة ميشيغان وكلية يال للحقوق. بعد الهجوم على بيرل هاربر، انضم لقوات البحرية الاحتياطية الأمريكية، وخدم من 1942 إلى 1946، وترك الخدمة برتبة ملازم أول. بدأ فورد حياته السياسية عام 1949 كنائب في مجلس النواب الأمريكي عن دائرة ميشيغان الانتخابية الخامسة. خدم بهذه الصفة لمدة 25 سنة، كان في أخر تسع سنوات منها زعيمًا للأقلية في المجلس. في ديسمبر 1973، بعد شهرين من استقالة سبيرو أغنيو، أصبح فورد أول شخص يعين لمنصب نائب الرئيس بموجب التعديل 25 من قِبل الرئيس ريتشارد نيكسون. بعد استقالة الرئيس نيكسون في أغسطس عام 1974، استلم فورد الرئاسة مباشرةً. تُعد الفترة الرئاسية لفورد التي دامت 895 يومًا هي الأقصر في تاريخ الولايات المتحدة بالنسبة لرئيس لم يمت أثناء توليه المنصب.

## مجلس النواب (1949-1973)
بعد أن عاد فورد إلى مدينة غراند رابيدز عام 1946، أصبح نشطًا في سياسة الحزب الجمهوري المحلية، وحثه الداعمون على تحدي بارتل جيه. جونكمان، عضو الكونغرس الجمهوري الحالي عن ولاية ميشيغان. غيرت الخدمة العسكرية نظرته إلى العالم. كتب فورد، «عُدتُ متحولًا لأُمميٍّ»، «وبالتأكيد كان عضو الكونغرس خاصتنا في ذلك الوقت انعزاليًا متفانيًا بشكل مُعلن. وأعتقد بأنه لابد من استبداله. لم يظن أحد أني سأربح. انتهى بي الأمر بالفوز اثنان لواحد».
خلال حملته الأولى عام 1948، زار فورد الناخبين أينما كانوا وعند خروجهم من المصانع التي يعملون فيها. زار فورد أيضًا المَزارع المحلية حيث، في إحدى المرات، وبسبب رهان أمضى فورد أسبوعين يحلب الأبقار بعد نصره الانتخابي.
كان فورد عضوًا في مجلس النواب لخمس وعشرين عامًا، شاغلًا مقعد دائرة ميشيغان الانتخابية الخامسة من 1949 إلى 1973. وصفه محرر في صحيفة نيويورك تايمز: «رأى فورد نفسه كمفاوض ورجل تسوية، ويُظهر سجل التاريخ ذلك: لم يكتب ورقة واحدة لتشريع مهم في كل مسيرته المهنية». عُيّن في هيئة اعتمادات (مخصصات) المجلس بعد سنتين من انتخابه، كان عضوًا بارزًا في هيئة اعتمادات المجلس الفرعية الخاصة بوزارة الدفاع. وصف فورد فلسفته «معتدلة في الشؤون الداخلية، أُممية في الشؤون الخارجية، ومحافظة في السياسة المالية». صوّت فورد لصالح قوانين الحقوق المدنية لعام 1957، و1960، و1964، و1968، وقانون حق التصويت لعام 1965. عُرف فورد بين زملائه في المجلس «برَجُلِ الكونغرس».
في أوائل خمسينيات القرن العشرين، رفض فورد عروضًا للترشيح، إما لمجلس الشيوخ أو منصب حاكم ميشيغان. وإنما كان طموحه بأن يصبح المُتحدث باسم المجلس، الذي دعاه «الإنجاز الأكبر. الجلوس هناك وترأس 434 شخص آخر وامتلاك المسؤولية، إلى جانب الإنجاز المتمثل بتجربة قيادة المجلس التشريعي الأعظم في تاريخ البشرية...أظن أني طمحتُ إلى ذلك خلال سنة أو سنتين من وجودي في مجلس النواب».

## تقرير وارن
في 29 نوفمبر عام 1963، عيّنَ الرئيس ليندون بينز جونسون، فورد في مهمة تقرير وارن، وهي مهمة خاصة أُنشئت للتحقيق بمقتل الرئيس جون إف. كينيدي. كُلّف فورد بتحضير سيرة ذاتية للقاتل المُتهم لي هارفي أوزوالد. أجرى هو وإيرل وارن مقابلة مع جاك روبي أيضًا، قاتل أوزوالد. وفقًا لمذكرة الإف بي آي لعام 1963 التي نُشرت للعامة عام 2008، كان فورد على تواصل مع الإف بي آي خلال تكليفه في تقرير وارن ونقلَ معلومات لنائب المدير المساعد، ديك ديلوش، حول نشاطات اللجنة (تقرير وارن). في مقدمة كتابه، الإرث الرئاسي وتقرير وارن، دافع فورد عن عمل اللجنة وكرر دعمه لنتائجها.

## زعيم الأقلية في مجلس النواب (1965– 1973)
في عام 1964، حقق ليندون جونسون انتصارًا ساحقًا لحزبه، ضامنًا ولاية أخرى له كرئيس، وأخذ 36 مقعد من الجمهوريين في مجلس النواب. في أعقاب الانتخاب، تطلّع أعضاء من الكتلة الجمهورية لاختيار زعيم جديد للأقلية. تواصل ثلاثة أعضاء مع فورد، فيما إذا كان يرغب بالخدمة في هذا المنصب، وقد افق بعد أن تشاور مع عائلته. وبعد نتائج متقاربة في الانتخابات، اختيرَ فورد ليحل محل تشارلز هاليك من دائرة إنديانا الثانية كزعيم للأقلية.
مع أغلبية ديمقراطية في مجلس النواب ومجلس الشيوخ، اقترحت إدارة جونسون وأقرّت سلسلة من البرامج، سُميت من قِبل جونسون «بالمجتمع العظيم». خلال الجلسة الأولى في اجتماع الكونغرس التاسع والثمانين، طرحت إدارة جونسون 87 مشروع قانوني على الكونغرس، ووقع جونسون 84 منها، أو 96%، ويمكن القول بأنها أنجح أجندة تشريعية في تاريخ الكونغرس.
عام 1966، بدأ الانتقاد حول تسيير إدارة جونسون للحرب الفيتنامية بالتزايد، مع تعبير فورد وأعضاء الكونغرس الجمهوريين عن قلقهم بأن الولايات المتحدة لم تكن تفعل ما كان ضروريًا لكسب الحرب. بدأ الرأي العام بالتحرك أيضًا ضد جونسون، ونتج عن الانتخابات النصفية لعام 1966، 47 مقعدًا لصالح الجمهوريين. لم يكن هذا كافيًا لإعطاء الجمهوريين أغلبية في المجلس، لكن أعطى هذا النصر فورد الفرصة للحد من تمرير برامج أكثر من المجتمع العظيم.
أصبح انتقاد فورد الشخصي للحرب الفيتنامية معروفًا للعامة بعد أن تحدث من منصة المجلس وشكك في امتلاك البيت الأبيض لخطة واضحة تؤتي بنتائج ناجحة للحرب. أغضب الخطاب الرئيس جونسون، الذي اتهم فورد بأنه لعب «الكثير من كرة القدم دون خوذة».
كزعيم للأقلية في المجلس، ظهر فورد في سلسلة من المؤتمرات الصحفية المتلفزة مع عضو مجلس الشيوخ عن ولاية إلينوي إيفيرت ديركسن، التي اقترحوا فيها بدائل جمهورية لسياسات جونسون. دعا العديد من العاملين في مجال الصحافة تلك المؤتمرات «بعرض إيف وجيري». قال جونسون في ذلك الوقت، «جيري فورد غبي جدًا لا يمكنه إطلاق الريح ومضغ العلكة في نفس الوقت». اعتادت الصحافة على تشذيب تعابير جونسون اللاذعة، ونقلوا هذه العبارة إلى «لا يمكن لجيرالد فورد المشي ومضغ العلكة في نفس الوقت».
بعد أن انتُخب نيكسون رئيسًا في نوفمبر عام 1968، تغير دور فورد من كونه مستشار لأجندة البيت الأبيض. مرر الكونغرس عدة اقتراحات لنيكسون، من ضمنها قانون السياسة البيئية الوطنية وقانون التعديل الضريبي لعام 1969. كان قانون المساعدة المالية المحلية والخاصة بالولايات انتصارًا بارزًا للأقلية الجمهورية. مُرر هذا القانون عام 1972، ووضع برنامج تقاسم الإيرادات للحكومات المحلية والخاصة بالولايات. كانت قيادة فورد أساسية في توجيه تقاسم الإيرادات خلال الكونغرس، ونتج عنه التحالف الحزبي الذي دعم تشريع القانون بنحو 223 صوت موافق (بالمقارنة مع 185 صوت معارض).
خلال السنوات الثمانية (1965-1973) التي خدم فورد فيها كزعيم للأقلية، حاز على عدة أصدقاء في المجلس بفضل قيادته العادلة وشخصيته المُحببة.

## نائب الرئيس (1973 – 1974)
حتى يصبح متحدثًا باسم المجلس، عملَ فورد على مساعدة الجمهوريين عبر البلاد بأخذ الأغلبية في المجلس؛ تجول كثيرًا وحضر اجتماعات وألقى خطبًا. بعد عقدٍ من الفشل بتحقيق ذلك، وعدَ زوجته بأنه سيحاول مرة أخرى عام 1974 وسيتقاعد بعدها عام 1976. في 10 أكتوبر عام 1973، استقال سبيرو أغنيو، نائب الرئيس، وأخلى بعدها المسؤولية من تهم التهرب الضريبي وتبييض الأموال، جزء من تفاوض التسوية لمخطط قَبِلَ فيه 29500 دولار كرشاوٍ حين كان حاكمًا لميرلاند. وفقًا لصحيفة نيويورك تايمز، «سعى نيكسون لأخذ المشورة من قادة الكونغرس الأخرين عن بديل لأغنيو». كان خيارهم بالإجماع. «لم نعط نيكسون خيارًا إلا فورد»، أُشيرَ لاحقًا إلى كارل ألبرت ليكون المتحدث باسم المجلس. وافق فورد على الترشيح، قائلًا لزوجته بأن منصب نائب الرئيس سيكون «ختامًا جميلًا» لمسيرته.

## الرئاسة (1974 – 1977)

### أداء اليمين الدستورية
عندما استقال نيكسون في التاسع من أغسطس من عام 1974، تسلّم فورد الرئاسة تلقائيًا. وقد جعله ذلك الشخص الوحيد الذي أصبح الرئيس التنفيذي للدولة دون انتخابه لمنصب الرئيس أو نائب الرئيس من قبل المجمع الانتخابي. وفور أداء فورد اليمين الدستورية في الجناح الشرقي للبيت الأبيض، تحدث إلى الحشد المتجمع في خطاب أذيع على الهواء مباشرة إلى الشعب. وأشار فورد إلى خصوصية منصبه: «أنا على وعي تام بأنكم لم تنتخبونني رئيسًا عبر أصواتكم، لذا أطلب منكم أن تختاروني رئيسًا بصلواتكم». وتابع قائلًا:
لم أسعَ لتحمل هذه المسؤولية الهائلة، ولكنني لن أتهرب منها. من رشحني واختارني نائبًا للرئيس كانوا هم أصدقائي وما يزالون. كانوا من كلا الحزبين ومُنتَخبين من قبل كافة الشعب ويتصرفون باسمه بموجب الدستور. ومن المناسب عندئذ أن أتعهد لهم ولكم بأنني سأكون رئيس الشعب بأكمله.

صرّح أيضًا: 
إخواني الأمريكيين، لقد انتهى كابوسنا الوطني الطويل. إن دستورنا يعمل؛ إن جمهوريتنا العظيمة حكومة قوانين وليست حكومة للرجال. هنا.. يحكم الشعب. لكن ثمّة إله أعلى نمجده بكل أسمائه، لا يأمر بالبر فقط بل بالحب.. ليس فقط بالعدالة بل بالرحمة.... فلنعيد الحكم الذهبي إلى عمليتنا السياسية، ولندع الحب الأخوي يطهر قلوبنا من الشك والكراهية.
خُلِّد جزء من الخطاب في وقت لاحق بحفره على لوحة معلقة على مدخل متحفه الرئاسيّ.
في 20 أغسطس، رشح فورد حاكم نيويورك السابق نيلسون روكفلر ليشغل منصب نائب الرئيس الذي كان قد أخلاه.
وكان جورج إتش. دبليو. بوش الأب المنافس الأكبر لروكفلر. خضع روكفلر لجلسات استماع موسعة أمام الكونغرس، ما تسبب بوقوع إحراج عندما كُشف أنه قدم هدايا كبيرة لكبار المساعدين، مثل هنري كسنجر. رغم أن الجمهوريين المحافظين لم يسعدهم اختيار روكفلر، فقد صوت أغلبهم لصالح تعيينه، وأقر ترشيحه كلٌّ من مجلس النواب ومجلس الشيوخ. صوّت البعض ضده بمن فيهم باري غولدواتر.

## روابط خارجية
- جيرالد فورد على موقع IMDb (الإنجليزية)
- جيرالد فورد على موقع الموسوعة البريطانية (الإنجليزية)
- جيرالد فورد على موقع روتن توميتوز (الإنجليزية)
- جيرالد فورد على موقع مونزينجر (الألمانية)
- جيرالد فورد على موقع ألو سيني (الفرنسية)
- جيرالد فورد على موقع ميوزك برينز (الإنجليزية)
- جيرالد فورد على موقع أول موفي (الإنجليزية)
- جيرالد فورد على موقع إن إن دي بي (الإنجليزية)
- جيرالد فورد على موقع ديسكوغز (الإنجليزية)
- جيرالد فورد على موقع قاعدة بيانات الفيلم (الإنجليزية)